# Казепяэ
Ка́зепяэ, ранее также Ка́зепя (эст. Kasepää), на местном наречии Kaseba ~ Kasepa — посёлок в волости Пейпсияэре уезда Тартумаа, Эстония.

## География
Расположен на берегу Чудского озера. Расстояние до уездного центра — города Тарту — 32 км. Высота над уровнем моря — 35 метров.

## Население
По данным переписи населения 2011 года, в посёлке проживали 194 человека, из них 12 (6,2 %) — эстонцы.
По состоянию на 1 января 2020 года в посёлке проживали 169 человек, из них 85 женщин и 84 мужчины; детей в возрасте до 14 лет включительно — 9, лиц пенсионного возраста (65 лет и старше) — 60.
Численность населения посёлка Казепяэ по данным Департамента статистики:
| Год  | 2000 | 2011  | 2017  | 2018  | 2019  | 2020  |
| ---- | ---- | ----- | ----- | ----- | ----- | ----- |
| Чел. | 273  | ↘ 194 | ↘ 185 | ↗ 186 | ↘ 184 | ↘ 169 |

## История
Первое упоминание о поселении относится к 1582 году (Kazape, Kasopa). В письменных источниках 1592 года упоминается Kasope, 1601 года — Kassepe ~ Kaszepehe, 1839 года — Kassepäh.
На военно-топографических картах Российской империи (1846–1866 годы), в состав которой входила Лифляндская губерния, деревня обозначена как Казапе.
В конце XIX века в местной старообрядческой общине было 515 прихожан.
В 1908 году община легализовалась как «Казепеская старообрядческая община старопоморского толка Юрьевского уезда Лифляндской губернии». К общине принадлежали 542 человека при общем числе жителей 689 человек. В 1926 году Казепяэская община была перерегистрирована в Эстонской Республике.
Исторически Казепяэ была деревней с русскими корнями. Статус посёлка получила в 1977 году, когда были объединены деревни Ста́рая Ка́зепель (Vana-Kasepää) на севере и Но́вая Ка́зепель (Uus-Kasepää) на юге.
- Ряд домов в деревне Казепяэ, 15.09.1923
- Молитвенный дом старообрядцев в Казепяэ
- Кладбище Казепяэ